# BOOMERANG
BOOMERANG（ブーメラン）は、カートゥーン ネットワークの放送枠の名称。米カートゥーン・ネットワーク運営のクラシックカートゥーン作品を専門とした海外のチャンネル名でもある。

現在使用されているロゴ

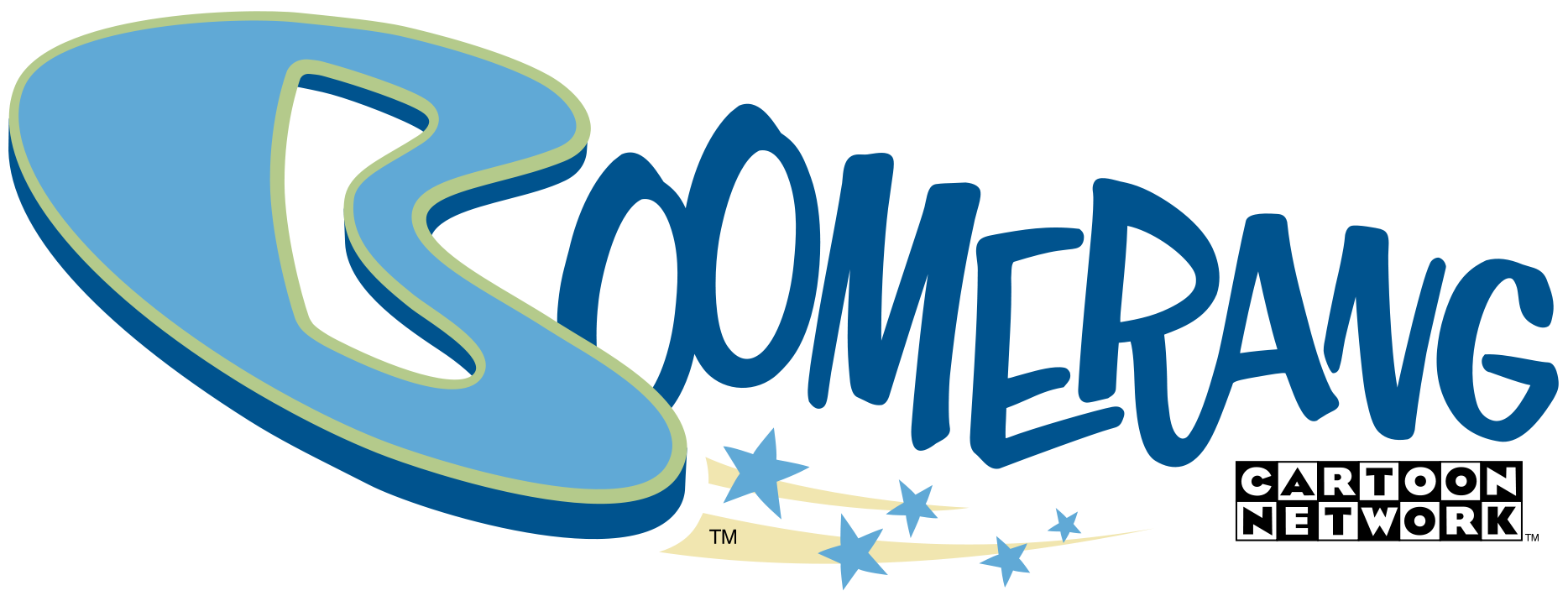
旧ロゴ

本項では、特に断りのない限り日本の同名放送枠について説明する。

## 放送枠について

### アメリカ
米カートゥーン・ネットワーク社が2000年4月1日から立ち上げた24時間放送のクラシックカートゥーン専門の番組枠である。主に1963年頃から1983年頃までのカートゥーン作品を中心に放送されており、海外ではトムとジェリーやルーニー・テューンズもこの時間帯で放送されている。
2017年まで、日本では専用のチャンネルが存在しなかったが、代わりに日本独自の放送枠が用意されていた。2018年1月30日より新たにチャンネルが開局された。これは次項で解説する。

### 日本
日本のカートゥーン ネットワークで2001年8月に初めて設立された放送枠である。その後一度は廃止されるも、2006年の番組編成大幅改正に伴うゾーン編成の強化により再設。
「アノ日ヲモウ一度」をキャッチフレーズに1960年から1970年代の間に日本で放送されたテレビアニメ及びカートゥーンをメインに放送している。この枠では主にハンナ・バーベラ・プロダクション作品と手塚治虫原作のアニメ作品を取り扱っている。
新設以前から放送しているトムとジェリーとルーニー・テューンズや、新設後から再放送されているチキチキマシン猛レースなどの一部作品は対象外になる（BOOMERANG枠として取り扱っていない）ケースがある。
ゾーンとしては2015年12月29日で廃止されたが、2018年1月30日にサービスが開始するライブ配信サービスのdTVチャンネルにてチャンネルが開局された。
2021年9月30日、dTVチャンネルを運営しているNTTドコモは同サービスの提供を2022年3月31日で終了すると発表した。これに伴い、本チャンネルも同日付で配信を終了し、一部の番組をカートゥーン ネットワークに移行して放送することを公式サイトにて発表した。

## この枠で放送された作品

### カートゥーン作品
※これらの作品は全て吹き替え作品である。
- アダムス・ファミリー
- 宇宙怪人ゴースト
- 宇宙家族ジェットソン
- 宇宙忍者ゴームズ
- 怪獣王ターガン
- クマゴロー
- 原始家族フリントストーン
- 科学少年J.Q
- スーパースリー
- スクービー&スクラッピードゥー
- 大魔王シャザーン
- 珍犬ハックル
- 電子鳥人Uバード
- ドボチョン一家の幽霊旅行
- ドラドラ子猫とチャカチャカ娘
- ドラ猫大将
- 爆走バギー大レース
- 秘密探偵クルクル
- ペネロッピー絶体絶命
- アニマニアックス

### 日本アニメ作品
- 宇宙の騎士テッカマン
- 海のトリトン
- 荒野の少年イサム
- 悟空の大冒険
- ジャングル大帝
- 破裏拳ポリマー
- ポールのミラクル大作戦
- マッハGoGoGo
- リボンの騎士
- 科学忍者隊ガッチャマン

## 放送禁止用語の取り扱い
放送年代基準の関係上、この放送枠内で今では使用を禁じられている放送禁止用語や差別用語が作品内で使われているが、それらの言葉の修正は行われていない。
その代わりに本放送が入る前に水色の背景をバックに白文字で「原作者のオリジナリティを尊重して原版のまま放送します」というお詫びが数秒間放送されてから本放送に入る形となっている。
このお詫びは、2006年から2015年まで、BOOMERANG枠に限らず、他の作品でも放送されるケースがある。